# Esmeralda (telenowela)
Esmeralda – meksykańska telenowela z 1997 roku wyprodukowana przez koncern mediowy Televisa. W rolach głównych występują Leticia Calderón i Fernando Colunga. W roli antagonistów Laura Zapata, Ana Patricia Rojo i Salvador Pineda.
Serial składa się ze 137 odcinków. Zdobył popularność na całym świecie (zwłaszcza w innych krajach hiszpańskojęzycznych, jak i w Europie Środkowej i Wschodniej).

## Wersja polska

### Wersja TVN
Telenowela w Polsce była emitowana po raz pierwszy od 31 sierpnia 1998 do 11 marca 1999 na antenie TVN od poniedziałku do piątku o godzinie 18.00, powtórki emitowano o 9.30. Powtórkę ostatniego odcinka wyemitowano 12 marca 1999 o godzinie 9.00. W ramówce TVN  telenowelę zastąpiła Paulina.
Esmeralda była jednym z najbardziej popularnych seriali w Polsce w tamtym okresie. Rozkochała w Polsce miliony widzów. Dlatego też serial został wyemitowany po raz drugi przez telewizję TVN. Ponowna emisja nastąpiła od 1 lipca do 18 grudnia 2000 roku. Z początku o godzinie 16.30, następnie o 11.30 bez powtórek. W ramówce TVN telenowelę zastąpił serial Zakazane uczucia.
Aktorka grająca tytułową Esmeraldę – Leticia Calderón gościła w Polsce w lutym 1999 roku na zaproszenie TVN.
Opracowaniem wersji polskiej serialu dla telewizji TVN zajęło się Studio Publishing. Autorami tekstu byli m.in. Daniel Wegner, Elżbieta Makuch, Teresa Gruszecka i Izabela Rosińska. Lektorem serialu był Mirosław Utta.

### Wersja TV4
Serial wrócił na ekrany 19 lat po emisji pierwszego odcinka w Polsce. Ponowna emisja odbyła się jesienią w 2017 roku w telewizji TV4. Pierwszy odcinek wyemitowano 25 września 2017. Telenowela była emitowana od poniedziałku do piątku o godzinie 16.00. Powtórki emitowano o godzinie 10.00 rano. Serial ponownie cieszył się wysoką oglądalnością. Pierwszy odcinek obejrzało 383,6 tys. widzów (4,94% udziałów w rynku). 12 października telenowela zgromadziła przed telewizorami 457 tys. widzów (6,27% udziałów w rynku). Był to najwyższy wynik odnotowany w ciągu trwającej zaledwie trzy tygodnie emisji serialu. Także poranne emisje powtórkowe zanotowały bardzo dobre wyniki oglądalności. Emitowany 25 października o godzinie 10:00 dwudziesty drugi odcinek obejrzało 238,71 tys. osób (5,30% udziałów w rynku).
Słupki oglądalności podskoczyły najwyżej 22 listopada, wskazując na blisko 547 tys. widzów, co przełożyło się na 5,68% udziałów w rynku.
Od 5 grudnia 2017 telenowelę „Esmeralda” można było oglądać premierowo aż dwa razy dziennie. Do emisji o 16:00 dołączyło pasmo o 17:00, w którym pokazywano dodatkowy odcinek serialu. Telenowela straciła pasmo powtórkowe o godzinie 10:00 (zbierające średnio 130 tys. widzów) na rzecz dodatkowej godziny po południu.
Od 2 stycznia 2018 do TV4 wróciło pasmo powtórkowe serialu, które było emitowane o godzinie 9.00 i 10.00. Premiery odcinków emitowano bez zmian o godzinie 16.00 i 17.00.
Ostatni odcinek „Esmeraldy” został wyemitowany 8 lutego 2018 roku o godzinie 16.00. Ostatnie odcinki (136. i 137.) z początku lutego 2018 roku obejrzało odpowiednio 773,8 tys. (6,41% udziałów) i 725,4 tys. (7,47% udziałów) widzów.
W ramówce TV4 telenowelę zastąpił serial Nie igraj z aniołem, którego pierwszy odcinek został wyemitowany tego samego dnia zaraz po zakończeniu „Esmeraldy” o godzinie 17.00.
Ponowna emisja w Czwórce od 29 czerwca 2018 roku do 4 września 2018. W ramówce TV4 telenowelę zastąpił serial Maria z przedmieścia.
TV4 wyemitowała Esmeraldę w nowej wersji lektorskiej. Opracowaniem wersji polskiej zajęły się m.in. Agnieszka Figlewicz, Iwona Ufnal i Karolina Władyka. Lektorem serialu był Paweł Straszewski.

## Fabuła
Pewnej burzliwej nocy przychodzi na świat dwoje dzieci. W bogatej rodzinie Blanki i Rodolfa Peñareal rodzi się dziewczynka. Natomiast w ubogiej, chłopskiej chacie rodzi się chłopczyk, którego matka umiera w kilka minut później. Obydwa porody przyjmuje stara Dominga. Kobieta stwierdza, że córeczka Peñarealów urodziła się martwa. Niania Blanki, Crisanta, przekonuje Domingę, by zamieniła dzieci, ponieważ Rodolfo zawsze marzył o synu, a Blanka nie będzie mogła mieć więcej dzieci. Ofiarowuje jej za to kolczyki ze szmaragdami. Dominga niechętnie zgadza się na zamianę dzieci. Kiedy wraca do chaty stwierdza, że dziewczynka żyje. Obawia się jednak zemsty Rodolfa i zachowuje ten fakt w tajemnicy. Postanawia wychować dziecko i nadaje jej imię Esmeralda (Szmaragd). Po jakimś czasie stwierdza, że dziewczynka nie widzi. Mijają lata. Syn Peñarealów, José Armando wyrasta na przystojnego mężczyznę. Studiuje medycynę i jest zaręczony ze swoją kuzynką Gracíelą. Esmeralda staje się piękną dziewczyną. Chociaż nie widzi, daje sobie radę i zna całą okolicę. Jej przewodnikiem jest Melesío, wiejski głupek. Nauczycielem dziewczyny jest doktor Lució Malavér, który stara się całkowicie uzależnić ją od siebie. Malavér jest przekonany, że Esmeralda należy do niego, bo przed laty uratował ją z pożaru, w którym został oszpecony. Wtedy to zakochał się w Esmeraldzie i pragnie, by została jego żoną. Chociaż wie, że mogłaby ona odzyskać wzrok, wmawia jej, że nigdy nie będzie widziała. Na wakacje na hacjendę zjeżdża cała rodzina Peñarealów. José Armando spotyka Esmeraldę. Początkowo nie zdaje sobie sprawy z rodzącego się w jego sercu uczucia do dziewczyny. Tymczasem jego narzeczona, Gracíela, zakochuje się ze wzajemnością w synu zarządcy, Adriánie. Crisanta odkrywa, że Esmeralda jest w rzeczywistości córką Blanki i Rodolfa. José Armando zabiera Esmeraldę do stolicy, do swego przyjaciela Alvara, który jest znanym i cenionym okulistą. Okazuje się, że dziewczyna po operacji może odzyskać wzrok. José Armando, korzystając z nieobecności ojca, postanawia przedstawić rodzinie ukochaną. Jednak Esmeralda zostaje dość chłodno przez nich przyjęta. Szczególnie okrutna jest dla niej matka Gracíeli, Fatima. Rodolfo Peñareal w ogóle nie dopuszcza do świadomości faktu, że jego syn, z którego jest tak bardzo dumny, może kochać jakąś biedaczkę. José Armando postanawia więc w tajemnicy przed rodziną ożenić się z Esmeraldą. Biorą ślub cywilny, a on wyjeżdża do Meksyku, by kupić mieszkanie. Kiedy Lució Malavér dowiaduje się o tym, jest wściekły. Natomiast Rodolfo, po powrocie na hacjendę, siłą zaprowadza Esmeraldę do Lucia. Dziewczyna mdleje, gdy Malavér stara się do niej zbliżyć. Na drugi dzień mówi jej, że tej nocy oddała się mu. Esmeralda jest przerażona. Tymczasem Crisanta i Dominga wystraszone tym, co Rodolfo zrobił z Esmeraldą, wyjawiają prawdę o pochodzeniu dzieci. Jedynie Blanca jest szczęśliwa z odzyskania córki. Rodolfo nie chce zaakceptować Esmeraldy, a ona jest zbyt dumna, by wybaczyć ojcu. Kiedy dowiaduje się, że jest w ciąży, jest przekonana, że jest to dziecko Lucia Malavera. Mówi José Armando o tym, co wydarzyło się tamtej fatalnej nocy. Lecz on odtrąca dziewczynę. Esmeralda i Dominga wyjeżdżają do stolicy, by rozpocząć nowe życie z dala od Peñarealów. Szybko poznają dobrych ludzi, którzy im pomagają. Mieszkają u Socorro i jej córki Aurory. Wkrótce potem za Gracielą przyjeżdża zakochany Adrián. Po paru miesiącach przychodzi na świat synek Esmeraldy, José Rodolfo. Blanca opiekuje się córką i wnuczkiem. Esmeralda decyduje się na operację i odzyskuje wzrok. Rozwodzi się z José Armando. O jej względy zabiega Alvaro. Esmeralda uczy się na pielęgniarkę i zaczyna pracować w szpitalu, w którym lekarzem jest José Armando. Dochodzi do pojednania Esmeraldy z ojcem. Blanca i Rodolfo starają się, by José Armando i Esmeralda znów byli razem. Jest to jednak bardzo trudne, ponieważ Esmeralda jest zaręczona z Alvarem, a w życiu José Armando pojawiła się nowa dziewczyna, zakochana w nim piękna Georgina Pérez-Montalvo. Lecz oboje nie potrafią zapomnieć o wielkiej miłości, która ich połączyła.

## Obsada
- Leticia Calderón jako Esmeralda Rosales-Peñarreal
- Fernando Colunga jako José Armando Peñarreal De Velasco
- Salvador Pineda jako dr Lucio Malaver
- Laura Zapata jako Fátima Linares Vda. de Peñarreal (matka Gracieli)
- Nora Salinas jako Graciela 'Gracielita' Peñarreal Linares de Valverde
- Alejandro Ruiz jako Adrián Lucero
- Enrique Lizalde jako Don Rodolfo Peñarreal (ojciec Esmeraldy)
- Raquel Morell jako Doña Blanca de Velasco de Peñarreal (matka Esmeraldy)
- Ana Patricia Rojo jako Georgina Pérez-Montalvo
- Gustavo Rojo jako dr Bernardo Pérez-Montalvo (ojciec Georginy)
- Ignacio López Tarso jako Melesio ("Głupek Melesio")
- Juan Ríos Cantú jako Claudio
- Raquel Olmedo jako Dominga Ortiz Herrera
- Noé Murayama jako grabarz Fermín
- Elsa Cárdenas jako Hortensia Lazcano
- Rosita Pelayo jako Hilda
- Irán Eory jako siostra Piedad
- Raúl Padilla jako Trolebús
- Dina de Marco jako Crisanta
- Elsa Navarrete jako Aurora "Aurorita"
- Esther Rinaldi jako Flor de la Caridad Lucero "Florecita" (siostra Adriana)
- Juan Carlos Serrán jako Dionisio Lucero #1 (ojciec Adriana i Florecity)
- Rafael Amador jako Dionisio Lucero #2 (ojciec Adriana i Florecity)
- Juan Pablo Gamboa jako dr Álvaro Lazcano
- María Luisa Alcalá jako Doña Socorro "Socorrito"
- Rafael del Villar jako Sebastián Robles-Gil
- Sergio Jurado jako Mecenas Joaquín Estrada
- Raquel Pankowsky jako Juana (powierniczka Dr Malavera)
- Gabriela Aponte jako Benita
- Marco Uriel jako Emiliano Valverde
- Roberto D’Amico jako Gustavo Valverde
- Paola Flores jako Tomasa
- Dacia González jako Rita Valverde
- Isadora González jako Tania
- Melba Luna jako Epifania
- María Morena jako Doris Camacho
- Ursula Murayama jako Jacinta
- Irma Torres jako Altagracia
- Nicky Mondellini jako dr Rosario Muńoz
- Natasha Dupeyrón jako mała Esmeralda
- Gustavo Aguilar jako Anuar
- Eduardo Cáceres jako Femio
- José Antonio Coro jako Mecenas Díaz Mirón
- Gabriela del Valle jako Zoila
- Odín Dupeyrón jako Gabino
- Jesús Lara jako Tomás
- Alma Rosa López jako Maribel
- Lorena Martínez jako siostra Lucila
- Fabrizio Mersini jako Luis
- Genoveva Moreno jako Zenaida
- Genoveva Pérez jako Eufrasia
- Jaime Puga jako Lino
- Carlos Ramírez jako dr Ramos
- José Luis Rojas jako Eleno
- Mauricio Rubi jako Facundo
- Roberto Ruy jako Indio Ofelio
- Dolores Salomón jako Tula
- Gabriela Salomón jako Petra
- Cuco Sánchez jako Don Cuco
- Alberto Santini jako Ignacio "Nacho"
- Horacio Vera jako Ciriaco
- Enrique Marine jako Juanito
- Claudio Rojo jako dr Valdivia
- Alejandro Ávila jako Projektant
- Daniel Salazar jako Majordomus

## Piosenki
W pierwszym odcinku telenoweli „Esmeralda” piosenką przewodnią jest utwór Ella es un ángel (Esmeralda), który śpiewa Chris Durán. W następnych odcinkach serialu (2-137) piosenka tytułowa – Esmeralda, którą śpiewa Javier Rodríguez. Jest on także wykonawcą piosenki Llenando de amor (sceny Adriána i Gracieli).

## Adaptacje
Przed Esmeraldą powstały wcześniej dwie inne wersje oparte na historii oryginalnej napisanej przez Delię Fiallo. Pierwszą wersją jest wenezuelska telenowela z 1972 roku również o tym samym tytule Esmeralda (w rolach głównych Lupita Ferrer i José Bardina). Druga wersja to wenezuelska telenowela z 1984 roku Topacio (w rolach głównych Grecia Colmenares i Víctor Cámara). W 2004 roku powstała także brazylijska wersja Esmeraldy o tej samej nazwie (w rolach głównych Bianca Castanho i Cláudio Lins). W 2017 roku powstała meksykańska telenowela Światło twoich oczu (Sin tu mirada) (w rolach głównych Claudia Martín i Osvaldo de León).

## Nagrody i nominacje

### Premios TVyNovelas1998
| Kategoria                       | Osoba               | Wynik     |
| ------------------------------- | ------------------- | --------- |
| Najlepsza telenowela            | Salvador Mejía      | Wygrana   |
| Najlepsza protagonistka         | Leticia Calderón    | Nominacja |
| Najlepszy protagonista          | Fernando Colunga    | Nominacja |
| Najlepszy złoczyńca             | Salvador Pineda     | Nominacja |
| Najlepszy aktor pierwszoplanowy | Ignacio López Tarso | Wygrana   |
| Najlepszy aktor pierwszoplanowy | Enrique Lizalde     | Nominacja |
| Najlepsza aktorka drugoplanowa  | Nora Salinas        | Wygrana   |
| Najlepsza aktorka drugoplanowa  | Raquel Morell       | Nominacja |
| Najlepszy aktor drugoplanowy    | Alejandro Ruiz      | Wygrana   |

### Wiktory (Słowenia) 1998
| Kategoria                                | Osoba            | Wynik   |
| ---------------------------------------- | ---------------- | ------- |
| Najbardziej popularny serial zagraniczny | Leticia Calderón | Wygrana |

### Premios ACE 1999
| Kategoria                         | Osoby            | Wynik     |
| --------------------------------- | ---------------- | --------- |
| Międzynarodowa postać żeńska roku | Leticia Calderón | Nominacja |
| Międzynarodowa postać męska roku  | Fernando Colunga | Nominacja |

## Dodatkowe informacje
- Główną bohaterkę tej telenoweli miała zagrać zupełnie inna aktorka. Salvador Mejía planował zaangażować do swojego serialu Lucero. Jednak aktorka odrzuciła tę rolę, ponieważ w tamtym okresie pracowała tylko z Carlą Estradą, poza tym wtedy wolała grać w telenowelach opartych na oryginalnym scenariuszu, a Esmeralda była remakiem[71].
- W Rumunii Esmeralda stała się tak popularna, że kobiety kopiowały fryzurę Leticii Calderón[72]. W Rumunii ponadto trzeba było zlikwidować telewizory w stacjach pogotowia, bo w godzinach emisji Esmeraldy ratownicy opóźniali swoje wyjazdy do chorych, żeby nie przegapić najciekawszych scen[71].
- W Polsce, kiedy miała przylecieć helikopterem Esmeralda do Czeladzi, nauczycielki brały specjalnie zwolnienia z pracy – bo przylot bohaterki telenoweli był planowany na piętnastą, a wtedy jeszcze trwały lekcje[73].

## Literatura
- Delia Fiallo, Esmeralda, tłumaczenie Marianna Paszkiewicz, Wydawnictwo Amber, 1999[74][75].